# 戴德里克 (密蘇里州)
戴德里克（英語：Dederick），又名古德里克（Goodrick），是位於美國密蘇里州弗農縣的非建制地區。

## 歷史
名為古德里克的郵局於1883年設立，1909年更名為戴德里克，其後於1957年停運。

## 地理
戴德里克所處的海拔為高於海平面243米（即797英呎），而該地所採用的時區為UTC-6，即北美中部時區（CST）。同時該地設有夏令時間，為UTC-6調快一小時，即UTC-5（CDT）。